# Halse, Norge
Halse är en ort i Lindesnes kommun i Agder fylke i södra Norge. Orten som tidigare har utgjort en närliggande förort vid sidan av staden Mandal har numera blivit en integrerad del av stadsbebyggelsen. Den ligger vid sidan av Europaväg 39, norr om stadens centrala delar.
Tidigare har orten utgjort centralort i dåvarande Halse og Harkmarks kommun, därefter har den tillhört dåvarande Mandals kommun.
Skulptören Gustav Vigeland föddes här den 11 april 1869.